# Viévy
Viévy település Franciaországban, Côte-d’Or megyében. Lakosainak száma 360 fő (2022. január 1.). Viévy Magnien, Voudenay, Maligny, Saint-Pierre-en-Vaux, Thury, Igornay, Saint-Léger-du-Bois és Sully községekkel határos.

## Népesség
A település népessége az elmúlt években az alábbi módon változott:
| Lakosok száma | 582  | 443  | 352  | 373  | 346  | 356  | 357  | 356  | 357  | 360  |
|               | 1968 | 1982 | 1990 | 2006 | 2013 | 2015 | 2017 | 2019 | 2020 | 2022 |